# Victor Ewald (kompositör)
Victor Ewald, född den 27 november 1860, död den 16 april 1935, var en rysk ingenjör och kompositör.
Ewald levde och dog i Sankt Petersburg. Han var cellist i Beljajevkvartetten i 16 år och gjorde även ett omfattande arbete med att samla in och katalogisera ryska folksånger.